# Vízkörforgás

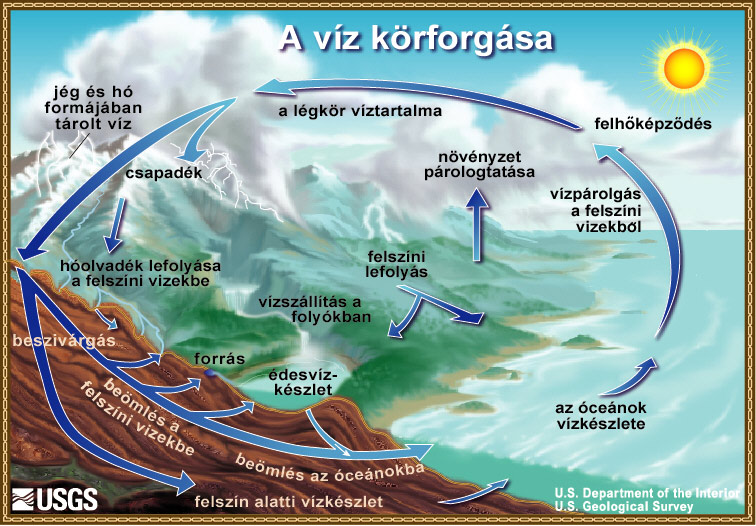
A víz „kis” körforgása

Hagyományos értelemben a hidrológiai ciklus vagy ismertebb nevén a víz körforgása a Föld hidroszférájában lévő víz folytonos és természetes körforgása, amelyet a napsugárzásból származó energia tart fenn. A ciklusban a felszíni és felszín alatti vizek mellett részt vesz a légkör és a földkéreg víztartalma is. A körforgás közben a víz gáznemű, folyékony és szilárd halmazállapotba is kerülhet.
A víz földi körforgásának fizikai-meteorológiai tényezői:
- napsugárzás
- hőmérséklet
- légnyomás
- légnedvesség
- szél

## Az éghajlat változásai és a víz
Az éghajlat változásai változtatják a vízkörforgás jellemzőit, például a csapadék eloszlását, ennek eredményeként keresztül a sivatagosodást, az árvizeket, a termékeny övezetek kialakulását stb. Általánosságban minél melegebb az éghajlat, annál több a párolgás, tehát a csapadék. Regionálisan az egyes óceáni oszcillációs rendszerek csapadékzónáinak eltolódásai miatt ettől jelentősen eltérő folyamatok alakulhatnak ki.

## A víz nagy körforgása
A fentebb ismertetett folyamat földtani értelemben a víz ún. kis körforgása. A nagy körforgásban részt vesz a víz azon része is, amely földtani folyamatok (döntően a kőzetek felszíni mállásának) eredményeként mineralizálódik (beépül a mésziszap, az agyagásványok stb. összetételébe), majd a kőzetté válás (diagenezis), illetve a metamorfózis közben ezekből az ásványokból felszabadul.